# Attilio Pavesi
Attilio Pavesi (1 de octubre de 1910 - 2 de agosto de 2011) fue un ciclista de carretera ítaloargentino campeón olímpico en 1932 en la prueba contrarreloj y por equipos.
En 1937 viajó a la Argentina para participar de la carrera de los Seis días de Buenos Aires en el Luna Park. Como consecuencia de la Segunda Guerra Mundial, decidió establecerse definitivamente en la localidad de Sáenz Peña, donde participó en la organización de competencias de ciclismo y tuvo su propio negocio de bicicletas. En 2008 se adjuntó su nombre al velódromo de Fiorenzuola d'Arda, que posee un museo con documentación, fotografías y algunos objetos de valor del ciclista.
Murió el 2 de agosto de 2011 en Buenos Aires, a la edad de 100 años. Al momento de su muerte, era el ganador olímpico superviviente más antiguo.